# Президент на Индия
Президентът на Индия или Ращрапати (на хинди: राष्ट्रपति भारत गणराज्य, Bhārat ke Rāṣṭrapati) е държавният глава на Република Индия, първият гражданин на страната, както и върховен главнокомандващ на индийските въоръжени сили. По конституция президентът притежава значителна власт, но на практика, с малки изключения, по-голямата част от властта се упражнява от правителството на Индия, оглавявано от министър-председателя. Президентът в по-голямата си част изпълнява представителни функции, като само официално одобрява правителствени постановления. В някои случаи той има право да разпусне законодателните събрания на щата, а също така има право да помилва осъдени.
Според конституцията президентът се избира (с 5-годишен мандат) от избирателна колегия, състояща се от членове на двете камари на федералния парламент (Лок Сабха и Раджа Сабха), както и членове на Видхан Сабха – долните камари на законодателните събрания на щатите и територии (или единични камари в случай на еднокамарни събрания).

## История
При получаването на независимост през август 1947 г. Индия става британско владение, оглавявано от крал Джордж VI (преди това последният император на Индия), който е представляван от генерал-губернатор. Въпреки това, Учредителното събрание на Индия е незабавно свикано за изготвяне на нова конституция. Конституцията на Индия е одобрена на 26 ноември 1949 г. и влиза в сила на 26 януари 1950 г. Индия официално става република в рамките на Британската общност и президентът става държавен глава, на когото се прехвърлят основните правомощия на генерал-губернатора. За първи президент на страната е избран Раджендра Прасад.

## Задължения и правомощия
Президентът на Индия е символ на нацията и изпълнява главно представителни функции, подобно на монарха според британската конституция. Индия е парламентарна република, тоест парламентът има пълна власт. Системата на управление на Индия следва Уестминстърската система – според обичая членовете на долната камара на парламента се назначават за министри в кабинета (правителството). Лидерът на партията или коалицията, която има мнозинство в долната камара, става министър-председател и по този начин той има пълната изпълнителна и до голяма степен законодателна власт.
Президентът полага клетва да спазва конституцията и законите на Индия. Той е номиналният ръководител на законодателната, изпълнителната и съдебната власт, има властта да издава заповеди и препоръки и да упражнява общо ръководство с цел защита на конституционния ред.

## Списък на президентите
| No. | Име                        | Заемане          | Напускане        |
| --- | -------------------------- | ---------------- | ---------------- |
| 01  | д-р Раджендра Прасад       | 26 януари 1950   | 13 май 1962      |
| 02  | д-р Сарвепали Радхакришнан | 13 май 1962      | 13 май 1967      |
| 03  | д-р Закир Хусеин           | 13 май 1967      | 3 май 1969       |
| *   | Варахгири Венката Гири     | 3 май 1969       | 20 юли 1969      |
| *   | Мухамад Хидаят Ула         | 20 юли 1969      | 24 август 1969   |
| 04  | Варахгири Венката Гири     | 24 август 1969   | 24 август 1974   |
| 05  | Факрудин Али Ахмед         | 24 август 1974   | 11 февруари 1977 |
| *   | Басапа Данапа Джати        | 11 февруари 1977 | 25 юли 1977      |
| 06  | Нелам Сандживареди         | 25 юли 1977      | 25 юли 1982      |
| 07  | Гиани Заил Синкх           | 25 юли 1982      | 25 юли 1987      |
| 08  | Рамасвами Венкатараман     | 25 юли 1987      | 25 юли 1992      |
| 09  | д-р Шанкар Даял Шарма      | 25 юли 1992      | 25 юли 1997      |
| 10  | Кочерил Раман Нараянан     | 25 юли 1997      | 25 юли 2002      |
| 11  | д-р Абдул Калам            | 25 юли 2002      | 25 юли 2007      |
| 12  | Пратибха Патил             | 25 юли 2007      | 25 юли 2012      |
| 13  | Пранаб Кумар Мукерджи      | 25 юли 2012      | 25 юли 2017      |
| 14  | Рам Натх Ковинд            | 25 юли 2017      | 25 юли 2022      |
| 15  | Драупади Мурму             | 25 юли 2022      | настоящ          |